# Roos Neon

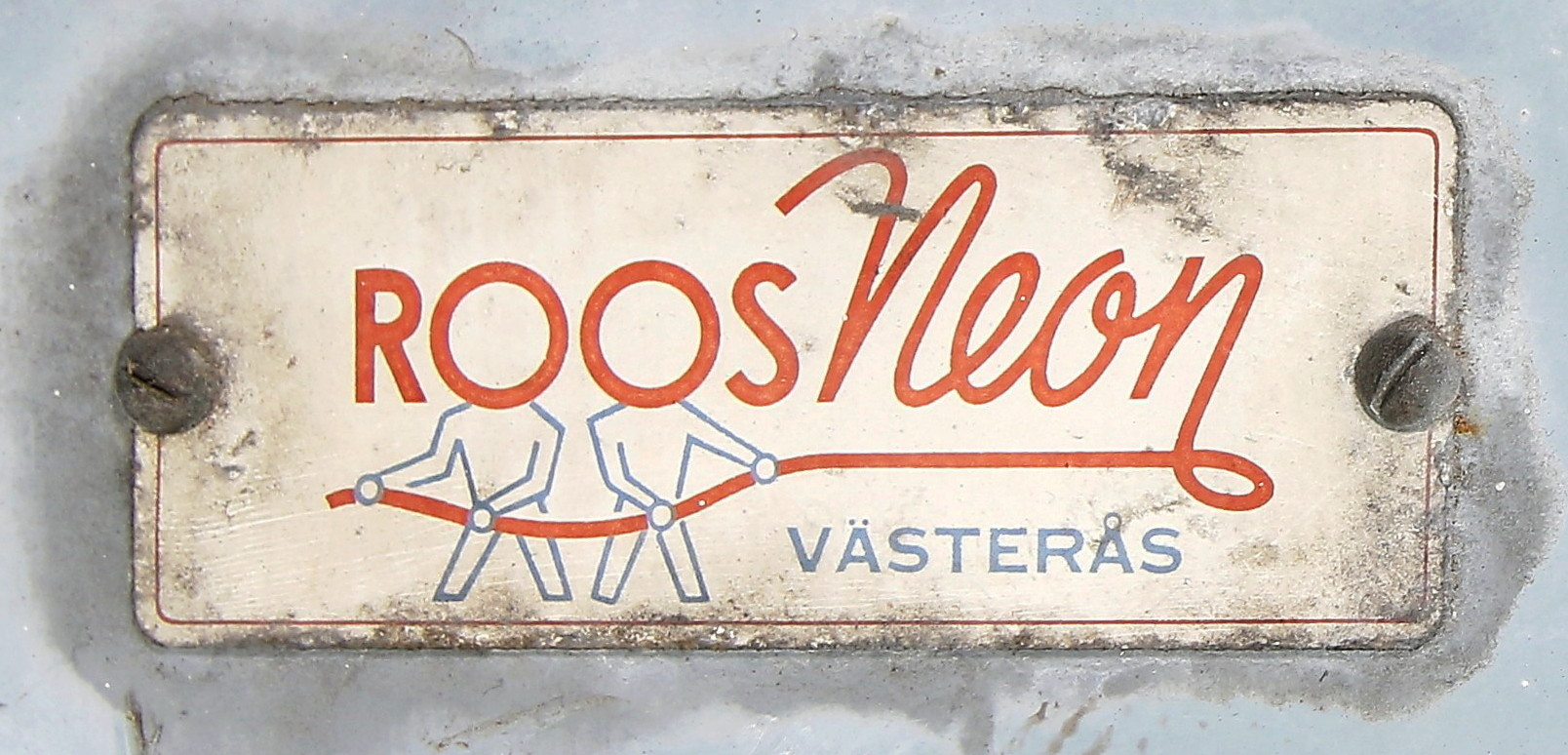
"Roos Neon" på en äldre neonskylt.

Roos Neon var ett svenskt industriföretag som producerade bland annat neonskyltar. Firman grundades år 1916 i Västerås av Ragnar Roos och såldes i mitten av 1970-talet.

## Historik

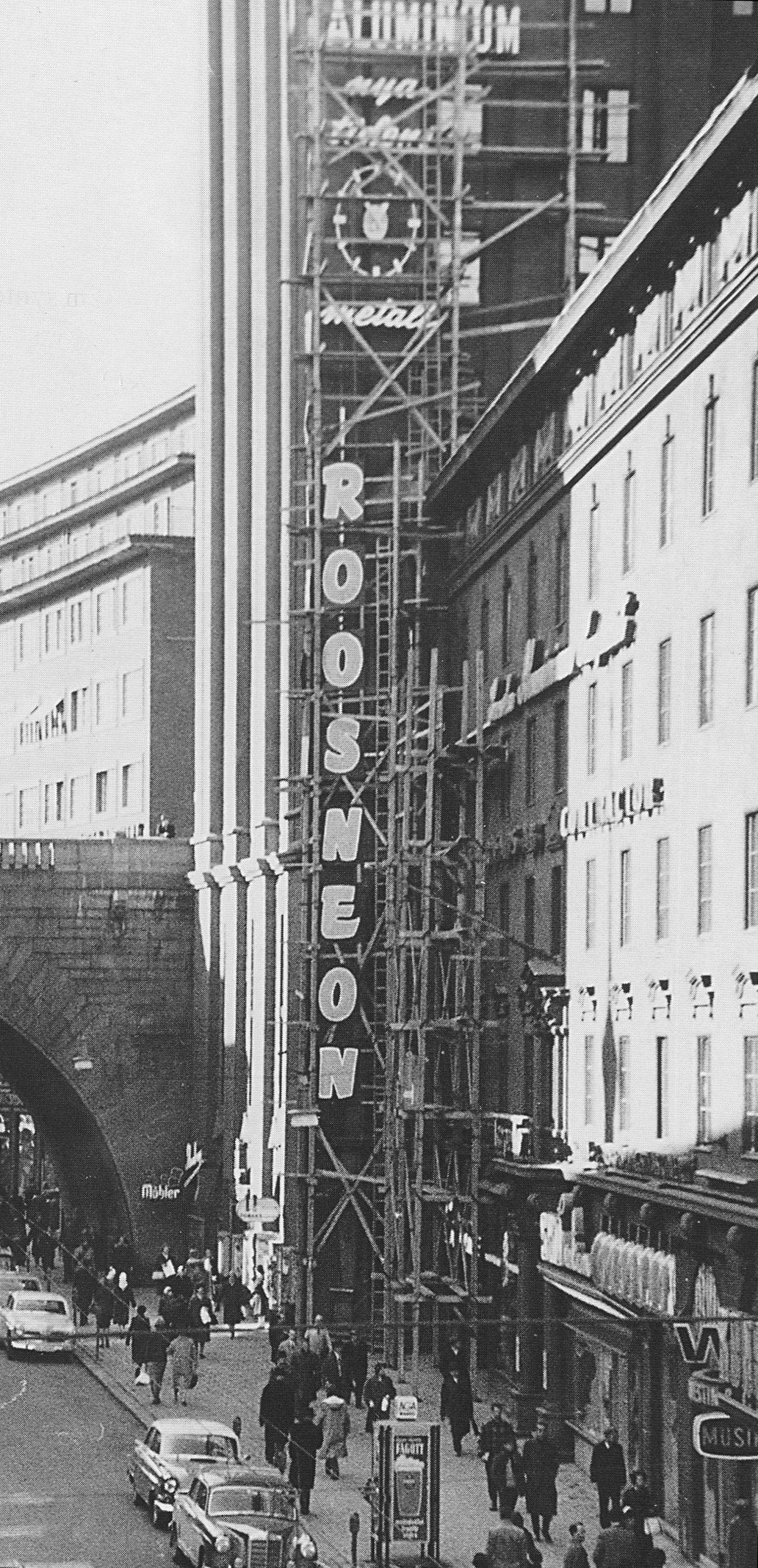
Montering av en neonklocka på Norra Kungstornet genom Roos Neon, 1953.

Ragnar Roos var son till en målarmästare. I ett hörn av faderns affär i Västerås började han 1916 tillverkning av plåtskyltar under namnet ”Roos Skyltreklam”. Utifrån handmålade förslagsritningar tog han in beställningar. Han och brodern Sigvard cyklade sedan runt i staden och sålde skyltarna till olika företag. 
Stockholmsutställningen 1930 räknas inte bara som genombrottet för funktionalismen i Sverige utan även för neonskylten. I slutet av 1930-talet hade ljusreklam med neon på allvar slagit igenom i landet. Roos Skyltreklam hakade på trenden och kallade sig sedermera ”Roos Neon”. Snart växte den lilla verksamheten till ett stort familjeföretag. Trots krigstider sålde man 1 500 neonskyltar mellan 1940 och 1945 och Roos Neon blev en av Nordens största skyltfabriker.
Chef för designavdelningen på Roos Neon var under många år Thore B. Andersson (kallad neonartist Thore Theba), som basade över 15 personer. En av hans skyltar, som han själv var mest nöjd med, var den till Norrlins hatt- och mössaffär i Västerås. Den ritades 1949 och kom upp 1952, men finns inte kvar längre. I mitten på 1960-talet hade Roos Neon filialer i Västerås, Stockholm, Göteborg, Jönköping, Malmö, Örebro och Karlstad. Fabriker fanns i Sverige och i Hilpoltstein i södra Tyskland (där under namnet Maas & Roos).

## Slutet
I början på 1970-talet ansågs reklamen vara något fult och kommersiellt. Nu skulle det bli objektiv konsumentupplysning istället. Uppdragen minskade och många skyltfirmor försvann från marknaden. Roos Neon, som då var Sveriges största skyltfirma såldes 1976  till Focus Neon. Verksamheten med Roos firmanamn fördes dock vidare av tidigare medarbetare som bildade "Roos Neon i Västerås AB" (senare ändrat till "Roos Neon i Stockholm AB") och "Roos Neon i Malmö AB". "Roos Neon i Stockholm AB" gick i konkurs år 2013Försäljningen samt service för Roos Neons kunder drivs vidare av Wakman Reklam & ftgkonsult 
 medan "Roos Neon i Malmö AB" driver idag skylttillverkning under namnet Roos Neon Produktion AB.

## Skyltklassiker

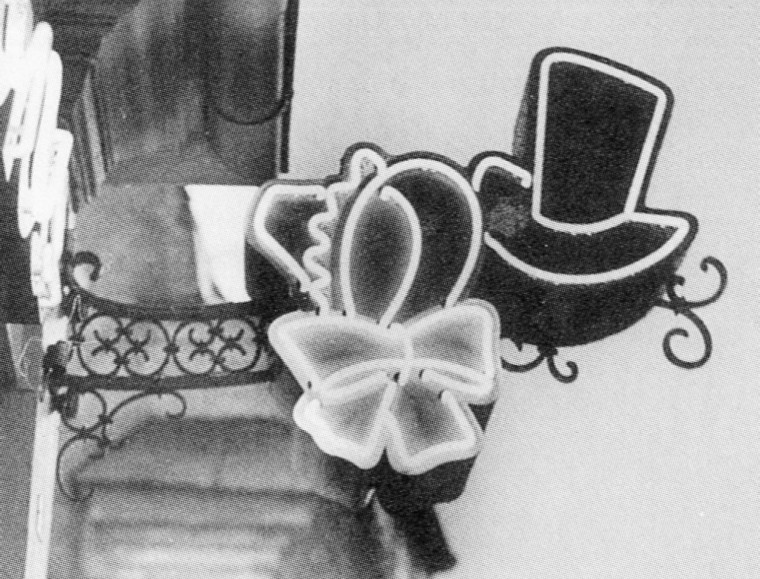
Norrlins hatt- och mössaffär.

En av Roos Neons äldre, bevarade skyltar finns i Kärrtorp i södra Stockholm. Neonskylten över entrén till Konditori Santa Fé tillverkades 1952 och räknas idag till en av Sveriges vackraste neonskyltar. Den nominerades år 2014 till den årligen återkommande tävlingen Lysande skylt för ljusskyltar i Stockholm.
En av företagets skyltklassiker var Osram-skylten vid Stureplan i Stockholm som inte finns kvar längre. När den sattes upp 1952 var det Sveriges första "skrivande" skylt, som innebar att neonrören tändes i snabb följd en efter en, så att texten "Osram" växte fram, sedan tändes tre stora glödlampor och texten "lampor". Alltsammans ramades in av två cirka fem meter höga lysrör, tillverkade av vita neonrör. Hela anordningen sträckte sig över två våningsplan (cirka sju meter).
En annan klassiker, som Roos Neon själv blev mycket nöjd med, var den biografliknande baldakinen med neonslingor och neontext för Restaurang Stortorget vid Stortorget i Örebro. Skylten kom upp 1951 och motivet lät Roos trycka på vykort. Varken restaurang eller skylt finns kvar idag.

## Bilder

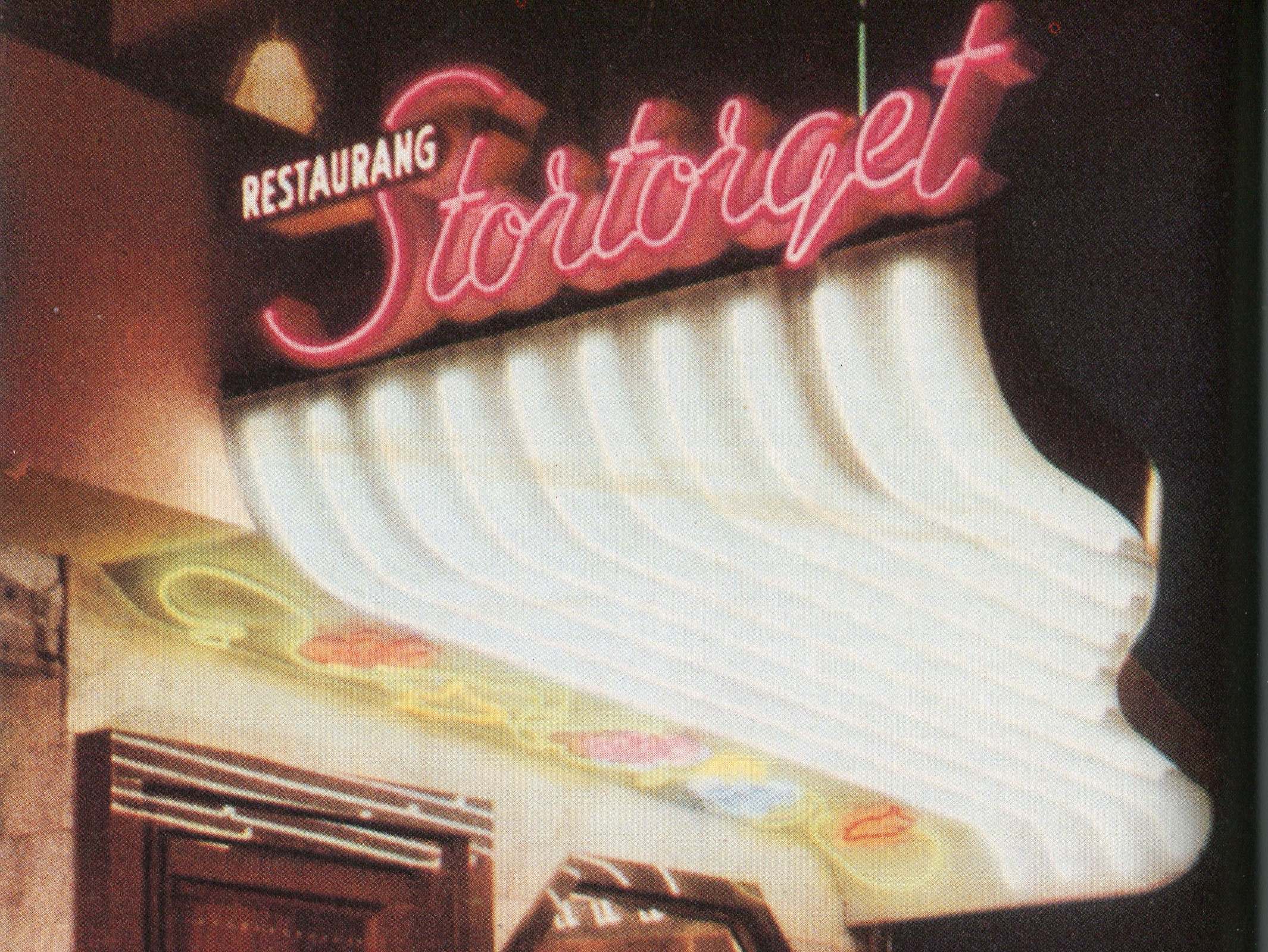
Restaurang Stortorget (1951)
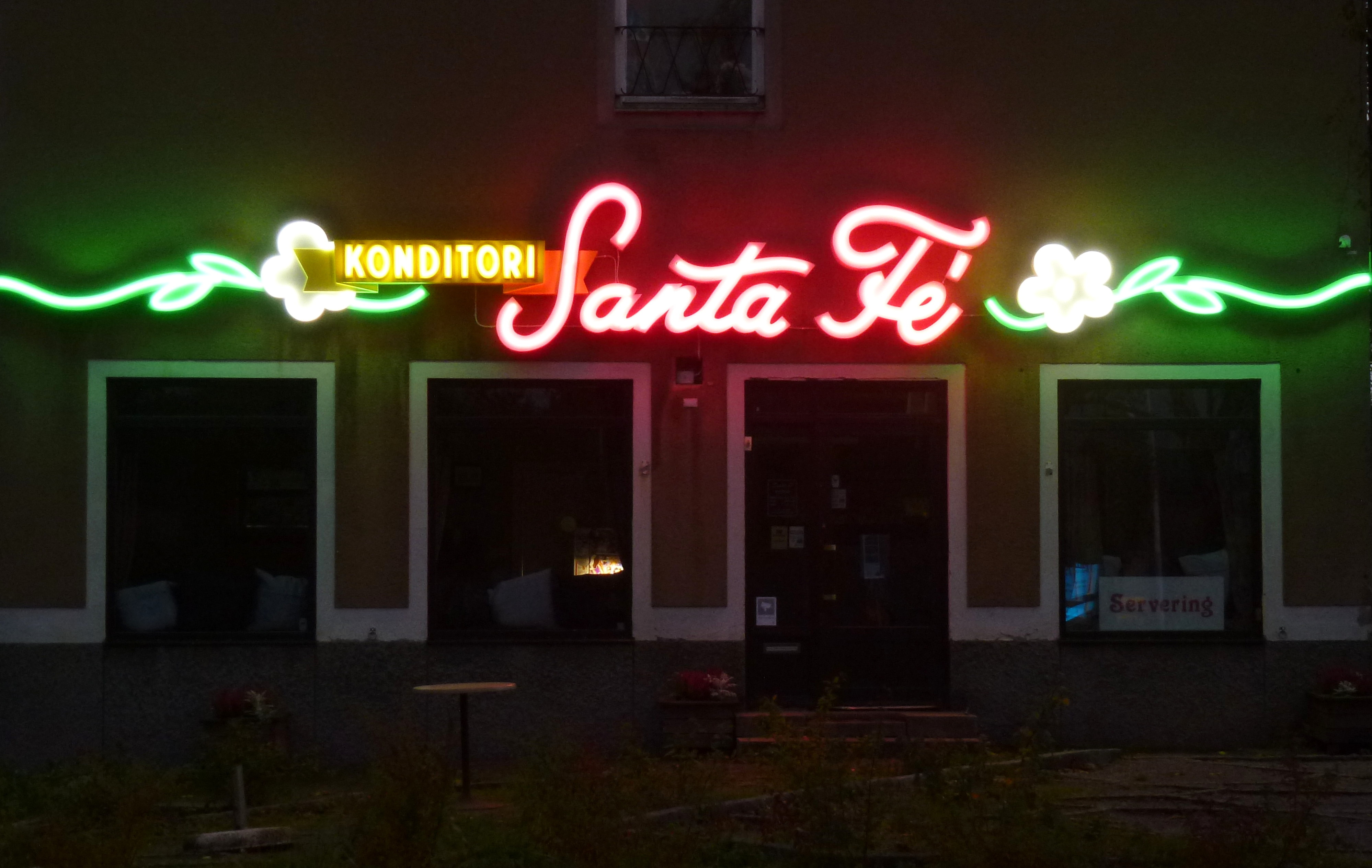
Konditori Santa Fé (1952)
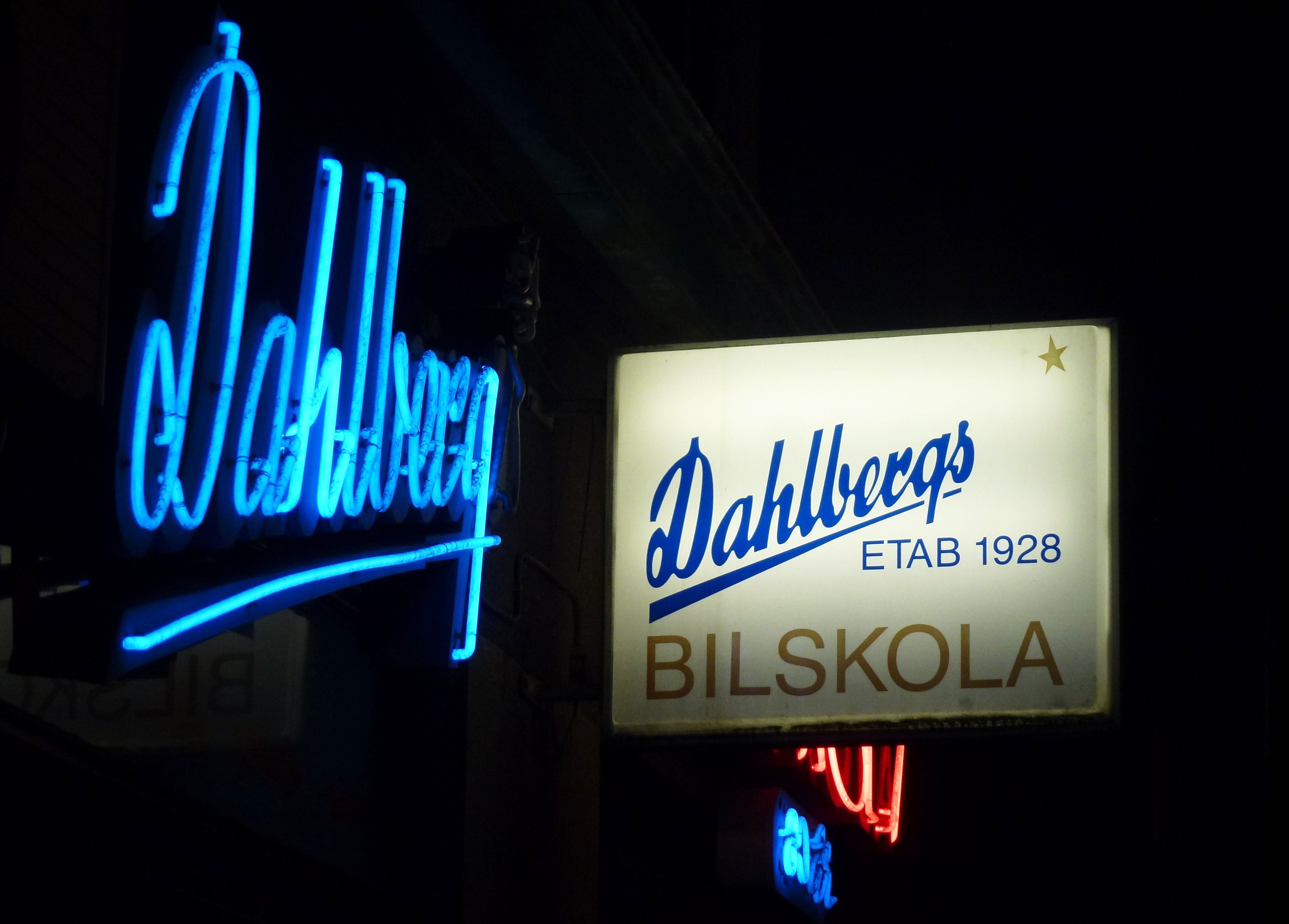
Dahlbergs bilskola (1960-tal)
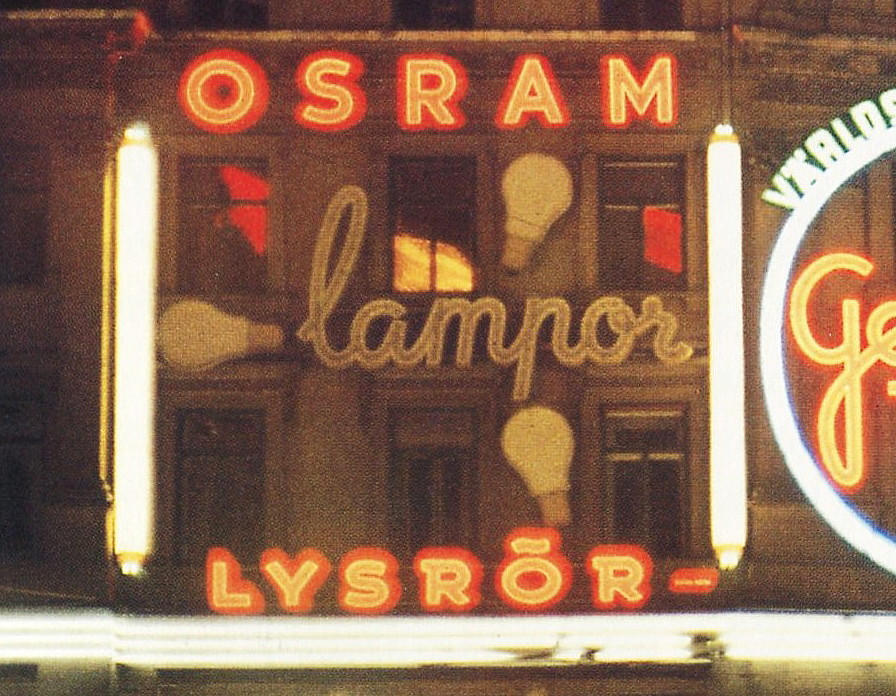
Osram-skylten (1960)